# Brezovica Petrovska
 Brezovica Petrovska  falu Horvátországban Krapina-Zagorje megyében. Közigazgatásilag Petrovskóhoz tartozik.

## Fekvése
Krapinától 5 km-re,  községközpontjától 3 km-re északnyugatra a Horvát Zagorje területén, a megye északi részén fekszik.

## Története
A falunak 1857-ben 124, 1910-ben 160 lakosa volt. Trianonig Varasd vármegye Krapinai járásához tartozott. 
2001-ben 146 lakosa volt.

## Külső hivatkozások
Petrovsko község hivatalos oldala